# Швица
Швица је насељено мјесто у Лици. Припада граду Оточцу, Личко-сењска жупанија, Република Хрватска.

## Географија
Швица је удаљена око 6 км западно од Оточца. У насељу се налази Швичко језеро.

## Историја
У Швици су хрватске усташе у храму Српске православне цркве у мају 1941. извршиле покољ Срба из парохије и оближњих села Понора и Горића.

## Култура
У Швици је сједиште истоимене парохије Српске православне цркве. Парохија Швица припада Архијерејском намјесништву личком у саставу Епархије Горњокарловачке. У Швици се налази храм Српске православне цркве Васкрсења Господњег саграђен 1742. године, обновљен 1990. године. Парохију сачињавају: Горићи и Бјељевине.

## Становништво
Према попису из 1991. године, насеље Швица је имало 558 становника. Према попису становништва из 2001. године, Швица је имала 526 становника. Швица је према попису становништва из 2011. године, имала 464 становника.
| Демографија | Демографија | Демографија |
| Година      | Становника  | Становника  |
| ----------- | ----------- | ----------- |
| 1971.       | 604         |             |
| 1981.       | 513         |             |
| 1991.       | 558         |             |
| 2001.       | 526         |             |
| 2011.       |             | 464         |

## Попис 1991.
На попису становништва 1991. године, насељено место Швица је имало 558 становника, следећег националног састава:
| Попис 1991.‍ | Попис 1991.‍ | Попис 1991.‍ | Попис 1991.‍ | Попис 1991.‍ |
| ----------- | ----------- | ----------- | ----------- | ----------- |
|             |             |             |             |             |
| Хрвати      | Хрвати      |             | 523         | 93,72%      |
| Срби        | Срби        |             | 20          | 3,58%       |
| непознато   | непознато   |             | 15          | 2,68%       |
| укупно: 558 |             |             |             |             |

## Знамените личности
- Владимир Варићак, српски математичар и академик САНУ